# Холангиоцит
Холангиоциты — клетки эпителиального фенотипа, выстилающие внутри- и внепечёночные жёлчные протоки. Функции этих клеток связаны с регулированием секреции жёлчи, а дисфункционализация эпителиальных тканей жёлчных путей ассоциирована со специфическими заболеваниями — холангиопатиями.
Холангиоциты играют важную роль в регулировании локализованных иммунных реакций при взаимодействии с иммунными клетками через экспрессию молекул адгезии на поверхности клеток, и секреции цитокинов и других медиаторов, которые влияют на их собственные функции и могут влиять на иммунные клетки в очаге воспаления. Показано, что холангиоциты способны экспрессировать определённый спектр белков, при этом экспрессия может зависеть от локализации холангиоцитов в жёлчевыводящих путях.
Холангиоциты дифференцируются от недифференцированных гепатобластов, которые, в свою очередь, также могут дифференцироваться в зрелые гепатоциты. Распространение клеток-предшественников, которые экспрессируют маркеры, характерные для холангиоцитов и гепатоцитов, в настоящее время называют также в качестве LPC [овальные клетки-предшественники в печени].
Термин «реактивные холангиоциты» относится к популяции клеток, активированных в ответ на повреждения билиарного эпителия. Эти клетки характеризуются экспрессией de novo различных цитокинов, хемокинов, факторов роста и ангиогенных факторов, и связанных с ними рецепторов. Реактивные холангиоциты лишены функций секреции жёлчи, но секретируемые ими факторы стимулируют пролиферацию воспалительных и мезенхимальных клеток. Появление реактивных холангиоцитов возможно в результате эпителиально-мезенхимального перехода — сложного процесса изменения эпителиальными клетками эпителиального фенотипа на мезенхимальный, происходящего при заживлении ран, а также при патологических процессах — например, при фиброзе, а также при опухолевой прогрессии. Существует также и обратный процесс — мезенхимально-эпителиальный переход (mesenchymal-epithelial transition, MET). Данная особенность эпителиальных клеток к миграции и изменению фенотипа может быть использована при выборе способов организации механических и пространственных условий для заселения полимерных матриксов.